# Andrea Pasqualon
Andrea Pasqualon (* 2. Januar 1988 in Bassano del Grappa) ist ein italienischer Radrennfahrer.

## Sportliche Karriere
Pasqualon gewann 2010 die beiden Eintagesrennen Trofeo Banca Popolare und Giro del Casentino. Ende des Jahres fuhr er für das UCI ProTeam Lampre-Farnese Vini als Stagiaire und ging anschließend in den Saisons 2011 und 2012 für das Professional Continental Team Colnago-CSF Inox an den Start.
Im Jahr 2013 gewann er für Bardiani Valvole-CSF Inox eine Etappe der Tour du Limousin. 2014 gelangen ihm zwei Siege, beim Grand Prix Südkärnten und bei einer Etappe der Vuelta a Colombia, im Jahr darauf gewann er je eine Etappe der Boucles de la Mayenne und der Oberösterreich-Rundfahrt.
2017 wechselte Pasqualon zu Wanty-Groupe Gobert und gewann die Coppa Sabatini. Zudem nahm er erstmals an der Tour de France teil und belegte Rang 137 in der Gesamtwertung. Er gewann 2018 den Grand Prix de Plumelec-Morbihan und die Gesamtwertung mit zwei Etappensiegen bei der Luxemburg-Rundfahrt. Im Jahr 2019 gewann er eine Etappe der Tour du Poitou Charentes und 2022 konnte er das belgische Eintagesrennen Circuit de Wallonie gewinnen.
Nach sechs Jahren Zugehörigkeit zu Wanty Gobert wechselte Pasqualon zur Saison 2023 zum UCI WorldTeam Bahrain Victorious.

## Erfolge
2010
- Trofeo Banca Popolare
- Giro del Casentino

2013
- eine Etappe Tour du Limousin

2014
- Grand Prix Südkärnten
- eine Etappe Vuelta a Colombia

2015
- eine Etappe Boucles de la Mayenne

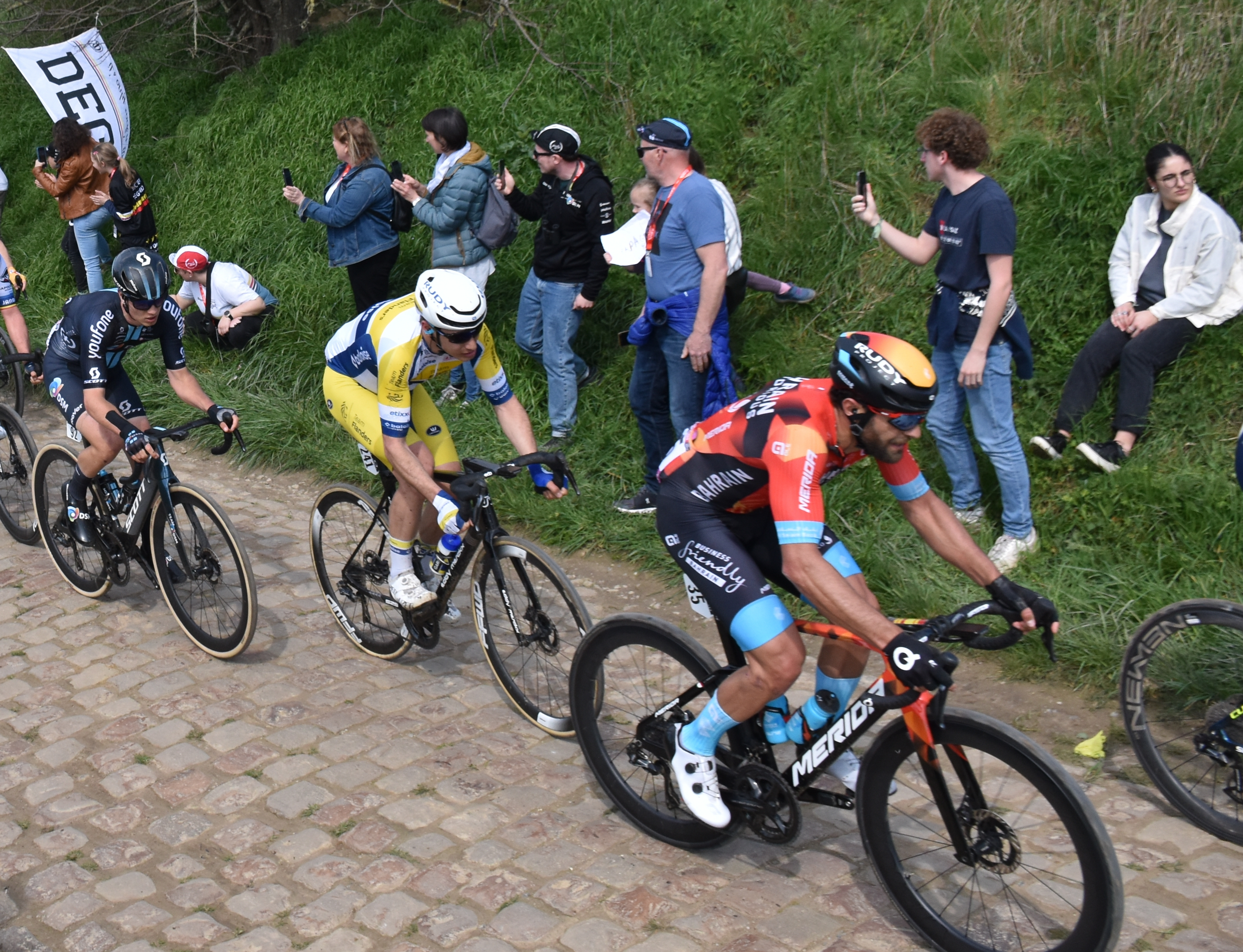
Paris-Roubaix 2023 - Pavé de Quiévy à Saint-Python - N° 35 Andrea Pasqualon.

- eine Etappe Oberösterreich-Rundfahrt

2017
- Coppa Sabatini

2018
- Grand Prix de Plumelec-Morbihan
- Gesamtwertung, Punktewertung und zwei Etappen Luxemburg-Rundfahrt

2019
- eine Etappe Tour du Poitou Charentes

2022
- Circuit de Wallonie

## Grand-Tour-Platzierungen
| Grand Tour            | 2017 | 2018 | 2019 | 2020 | 2021 | 2022 | 2023 | 2024 | 2025 |
| --------------------- | ---- | ---- | ---- | ---- | ---- | ---- | ---- | ---- | ---- |
| Giro d’ItaliaGiro     | –    | –    | –    | –    | 72   | –    | 65   | 81   | DNF  |
| Tour de FranceTour    | 137  | 95   | 88   | –    | –    | 50   | –    | –    | …    |
| Vuelta a EspañaVuelta | –    | –    | –    | –    | –    | –    | –    | –    | …    |